# Tokyo Skytree

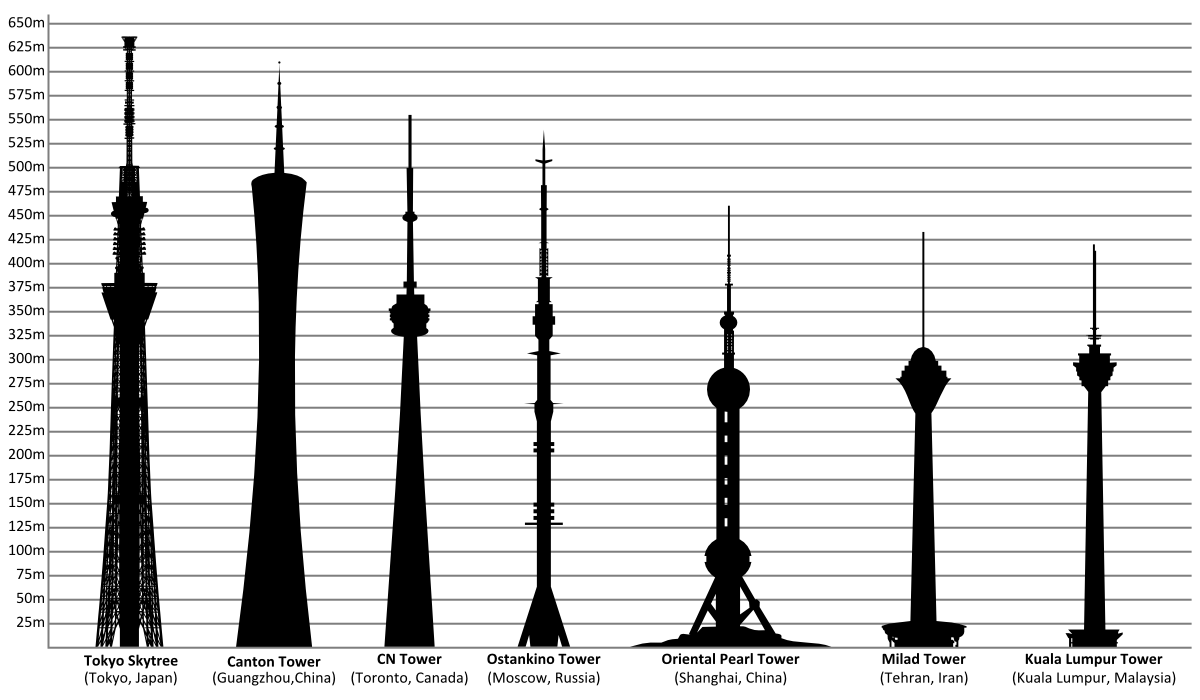

A Tokyo Skytree (東京スカイツリー; Tókjó Szukaicurí; Hepburn: Tōkyō Sukaitsurī; eredetileg New Tokyo Tower) egy adótorony, amelyet 2012. február végén adtak át és májusban nyitottak meg a nagyközönségnek Tokió Szumida nevű városrészében, Japánban. 634 méteres (2080 láb) magasságával ez a legmagasabb mesterséges alkotás Japánban, egyben a világ legmagasabb szabadon álló tornya (és második legmagasabb épülete) is. Amióta számos új felhőkarcolót építettek Tokió központjában, a 333 méteres Tokiói torony nem bizonyult elég magasnak a digitális földi adások sugárzására. 
A projektet az NHK vezetésével hat rádió- és televízióadó menedzseli. Az elkészült építmény az Osiage pályaudvar körül fejlődő óriási kereskedelmi központ része lesz.

## Külső hivatkozások
- Hivatalos weboldal (angol nyelven)